# Herbstliche Musiktage Bad Urach
Die Herbstlichen Musiktage Bad Urach sind ein internationales Festival der Klassischen Musik, das seit 1981 jährlich im Zeitraum von Ende September bis Anfang Oktober etwa eine Woche lang in Bad Urach stattfindet. Der Sänger Hermann Prey prägte als Mitbegründer und künstlerischer Leiter die ersten Jahre des Festivals bis 1998.

## Geschichte
Bei der Gründung der Musiktage 1981 wirkten drei Persönlichkeiten zusammen: Hermann Prey, der in Bad Urach bereits 1977 Konzerte gegeben hatte, Fridhardt Pascher, der damalige Bürgermeister der Stadt, und Herbert Schenkl, ein musikbegeisterter Bürger und Freund des Sängers. Im Zentrum der Musiktage, so lautete die Grundidee Preys, sollte der Gesang stehen, die menschliche Stimme – zudem ein jährlich wechselndes Hauptthema.
Zu den international bekannten Gesangssolisten, die in Bad Urach gastierten, gehören Inge Borkh, Sena Jurinac, Katia Ricciarelli, Edith Mathis, Christa Ludwig, Felicity Lott, Teresa Berganza, Helen Donath, Juliane Banse, Carlo Bergonzi, Peter Schreier, Olaf Bär, Thomas Allen, Franz Hawlata, Michael Volle, Matthias Goerne und Christoph Prégardien. Auch der Tenor Jonas Kaufmann begann seine Karriere unter anderem bei den Musiktagen Bad Urach und kehrte mehrfach als Gastsolist zurück, zuletzt 2009 mit Gustav Mahlers Lied von der Erde.
Zu einem Markenzeichen des Festivals entwickelte sich die Wiederentdeckung vergessener und selten gespielter Opern. In diese Reihe gehören Ausgrabungen wie Victor Ernst Nesslers Der Trompeter von Säckingen (1994), Johann Joseph Aberts Ekkehard (1998) mit Jonas Kaufmann in der Titelpartie und Christian Gerhaher als Rudimann, ferner Siegfried Wagners Rainulf und Adelasia (2003), Franz Schuberts Sakontala (2006), Giacomo Meyerbeers Alimelek und Carl Maria von Webers Abu Hassan (2010).

## Programm
Im Mittelpunkt der Programme stehen Liederabende. Hinzu kommen Kammer-, Orchester-, Kirchen-, Chor-, Kinderkonzerte und ein jährlicher Meisterkurs. Die Themen der Festivaljahrgänge lauteten u. a. Hommage an das Meer (2007), Märchenwelten (2013), Glück in allen Variationen (2015) oder Freundschaft und Liebe (2017). Themen der jüngsten Jahre waren Klangerfühlt (2018), Phänomen Zeit (2019) und Witterungen (2020).

## Spielstätten

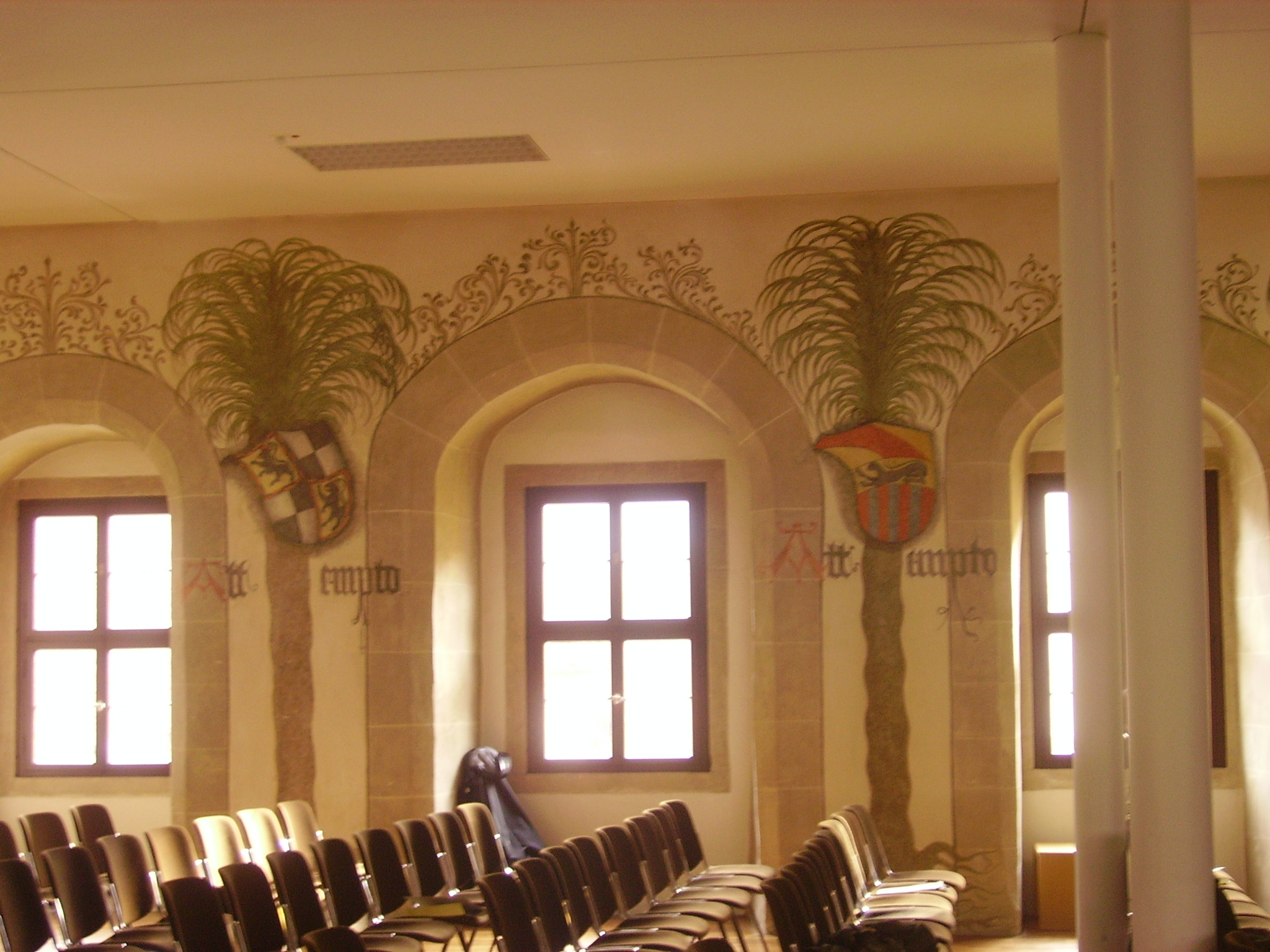
Der Palmensaal im Residenzschloss Bad Urach

Spielstätten des Festivals sind die städtische Festhalle, die Stiftskirche St. Amandus und das Bürgerhaus Schlossmühle. Teils gastieren die Musiktage auswärts, etwa in der Stadthalle Reutlingen. Die vormals wichtigste Spielstätte – der Palmensaal im Residenzschloss Bad Urach – ist seit 2013 nicht mehr nutzbar und bedarf der Sanierung.

## Finanzierung
Seit 1998 sind die Herbstlichen Musiktage eine Stiftung des bürgerlichen Rechts. Gefördert wird das Festival zu wesentlichen Anteilen vom Land Baden-Württemberg und von der Stadt Bad Urach, außerdem vom Landkreis Reutlingen und von etlichen Sponsoren. Das Ministerium für Wissenschaft, Forschung und Kunst Baden-Württemberg zählt die Herbstlichen Musiktage Bad Urach zu den bedeutenden Festivals des Bundeslandes.

## Künstlerische Leiter
- Hermann Prey (1981–1998)
- Christian Lange (1998–2005)
- Florian Prey (2006 bis heute)